# Операция «Манна» (1945)
Операция «Манна» — сброс продовольствия страдающему от голода населению Голландии в последние дни перед капитуляцией Германии. Вылеты осуществлялись над оккупированными территориями Нидерландов с 29 апреля по 8 мая 1945 года. 6680 тонн доставили ВВС Великобритании, 4000 тонн — ВВС США, чья операция называлась «Обжора» (англ. Chowhound). Начальное планирование было выполнено Королевскими ВВС, и операции часто объединяют в названии «Manna-Chowhound».
Согласие на проведение гуманитарной операции дал рейхскомиссар оккупированных Нидерландов Артур Зейсс-Инкварт. Название было позаимствовано из Библии, содержащей описание «таинственной пищи», утолявшей голод Моисея и его соплеменников в годы скитаний по пустыне.
Начало операции было более чем своевременным — во второй половине апреля официальный рацион упал с 400 до 230 килокалорий в день, а 24 числа Правительство в изгнании получило телеграмму, в которой говорилось, что «через десять дней в Западной Голландии не будет еды». С 27 апреля выдача хлеба была сокращена до 200 граммов в неделю, и его запасы должны были полностью кончиться уже 4 мая.
Британские воздушные силы, выделенные для операции, состояли из Групп 1, 2 и 8, произвели в сумме 145  вылетов «Москито» и 3152 вылетов бомбардировщиков «Ланкастер». Всего лётчики Королевских ВВС совершили 3298 вылетов.
Первый два «Ланкастера», под названием «Плохой Пенни» (англ. bad penny, по пословице англ. a bad penny always turns up, «плохой пенни всегда возвращается») вылетели утром 29 апреля 1945 года в пробный рейс над занятой врагом территорией, в неблагоприятную погоду, ещё до соглашения с немецкими войсками о пропуске. Радиопослание «Плохого Пенни» об успешном сбросе груза стало сигналом для начала массированной операции.
Зонами сброса продуктов были Лейден (аэродром Валькенбург), Гаага (ипподром Дуиндигт и аэродром Ипенбург), Роттердам (аэродром Ваальхавен и озеро Kralingse Plas), и Гауда.
С 1 по 3 мая к британским машинам присоединились 400 американских бомбардировщиков B-17, сбросивших 4000 тонн солдатских пайков (англ. K-ration) на полосы Амстердамского аэропорта в ходе операции «Chowhound».

В ходе операции погибло три самолёта : 2 столкнулись в воздухе, один от пожара двигателя.